# Thelocarpon sphaerosporum
Thelocarpon sphaerosporum är en lavart som beskrevs av Hugo Magnusson. Thelocarpon sphaerosporum ingår i släktet Thelocarpon och familjen Thelocarpaceae.  Arten är reproducerande i Sverige. Inga underarter finns listade i Catalogue of Life.